# Anderson Duarte
Anderson Nathael Duarte Da Silva (Tacuarembó, 23 marzo 2004) è un calciatore uruguaiano, attaccante del Mazatlán in prestito dal Toluca.

## Carriera

### Club
Ha giocato nella prima divisione dei campionati uruguaiano e messicano.

### Nazionale
Nel gennaio del 2023 viene incluso da Marcelo Broli nella rosa della nazionale Under-20 uruguaiana partecipante al campionato sudamericano di categoria in Colombia, arrivando in finale e perdendo contro il Brasile.
L'8 maggio 2023 viene convocato per il Mondiale di categoria in Argentina, manifestazione in cui va in gol in tre occasioni.
Il 2 giugno 2023 viene convocato per la prima volta in nazionale maggiore.

## Statistiche

### Presenze e reti nei club
Statistiche aggiornate al 19 gennaio 2023.
| Stagione        | Squadra           | Campionato      | Campionato | Campionato | Coppe nazionali | Coppe nazionali | Coppe nazionali | Coppe continentali | Coppe continentali | Coppe continentali | Altre coppe | Altre coppe | Altre coppe | Totale | Totale |
| Stagione        | Squadra           | Comp            | Pres       | Reti       | Comp            | Pres            | Reti            | Comp               | Pres               | Reti               | Comp        | Pres        | Reti        | Pres   | Reti   |
| --------------- | ----------------- | --------------- | ---------- | ---------- | --------------- | --------------- | --------------- | ------------------ | ------------------ | ------------------ | ----------- | ----------- | ----------- | ------ | ------ |
| 2021            | Defensor Sporting | SD              | 2+1        | 0          | -               | -               | -               | -                  | -                  | -                  | -           | -           | -           | 3      | 0      |
| 2022            | Defensor Sporting | PD              | 16         | 1          | CU              | 5               | 1               | -                  | -                  | -                  | -           | -           | -           | 21     | 2      |
| Totale carriera | Totale carriera   | Totale carriera | 18+1       | 1          |                 | 5               | 1               |                    | -                  | -                  |             | -           | -           | 24     | 2      |

## Palmarès

### Club

#### Competizioni nazionali
- Copa Uruguay: 1

Defensor Sporting: 2022